# Jonas Görnerup
Jonas Görnerup, né le 5 décembre 1961 à Göteborg, est un joueur professionnel de squash représentant la Suède. Il est champion d'Europe par équipes en 1983.

## Biographie
Il participe aux championnats du monde 1983 où il s'incline au premier tour. Après sa retraite sportive, il devient entraîneur, notamment de l'équipe d'Espagne.

## Palmarès

### Titres
- Championnats d'Europe par équipes : 1983